# Dzieciaki z ulicy Degrassi
Dzieciaki z ulicy Degrassi (ang. The Kids of Degrassi Street) – kanadyjski serial telewizyjny nadawany przez stację CBC od 12 września 1979 r. do 5 stycznia 1986 r.

## Krótki opis
W Polsce emitowany był na kanale TVP 1 od września 1992 r. do marca 1993 r., pod tytułem Dzieci z ulicy Degrassi. Serial opisuje życie grupki dzieciaków mieszkających na ulicy Degrassi w mieście Toronto w Kanadzie.

## Obsada
- Stacie Mistysyn jako Lisa Canard (17 odcinków)[2]
- Neil Hope jako Robin „Griff” Griffiths (10)
- Sarah Charlesworth jako Casey Rothfels (15)
- Zoë Newman jako Ida Lucas (9)
- Rachel Blanchard jako Melanie Schlegel (2)
- Danah-Jean Brown jako Rachel Hewitt (9)
- Arlene Lott jako Karen Gillis (7)
- Anais Granofsky jako Connie Jacobs (6)
- Nick Goddard jako Chuck Riley (6)
- Tyson Talbot jako Billy Martin (12)
- John Ioannou jako Pete Riley (16)
- Jamie Summerfield jako Martin (10)
- Peter Duckworth-Pilkington II jako Noel (8)
- Wendy Watson jako pani Gonzales (8)
- Charlotte Freedlander jako Gayle Canard (6)
- Christopher Charlesworth jako Benjamin Martin (6)
- Bruce Mackey jako on sam (5)
- R.D. Reid jako Don Canard (5)
- Sari Friedland jako pani Brendakis (5)
- Dawn Harrison jako Catherine „Cookie” Peters (4)
- Allan Meiusi jako Fred Lucas (4)
- Nancy Lam jako Irene (4)
- Lewis Manne jako sprzedawca w sklepie fotograficznym (4)
- Shane Toland jako Moose (4)
- Geneviève Appleton jako Liz (4)
- Matthew Roberts jako Jeffrey (4)
- Linda Schuyler rola epizodyczna (3)
- Edna Sternbach jako mama Idy Lucas (3)
- Lydia Chaban jako pani Mackenzie (3)
- Bree McKibbon jako Judy (3)

## Spis odcinków
1. Ida Makes A Movie[3]
2. Cookie Goes To The Hospital
3. Irene Moves In
4. Noel Buys A Suit
5. Lisa Makes The Headlines
6. Sophie Minds The Store
7. Casey Draws The Line
8. Pete Takes A Chance
9. Chuck Makes A Choice
10. Billy Breaks The Chain
11. Catharine Finds Her Balance
12. Benjamin Walks The Dog
13. Liz Sits The Schlegels
14. The Canards Move Out
15. Martin Meets The Pirates
16. Connie Goes To Court
17. Griff Makes A Date
18. Samantha Gets A Visiter
19. Rachel Runs For Office
20. Jeffrey Finds A Friend
21. Connie Makes A Catch
22. Karen Keeps Her Word
23. Ryan Runs For Help
24. Martin Hears The Music
25. Lisa Gets The Picture
26. Griff Gets A Hand